# 웅상여자중학교
웅상여자중학교(熊上女子中學校)는 대한민국 경상남도 양산시 평산동에 있는 공립 중학교이다.

## 학교 연혁
- 2003년 3월 1일 : 개교(6학급)
- 2003년 3월 5일 : 제1회 입학식 6학급(194명)
- 2023년 2월 10일 : 제18회 졸업식(졸업생 227명, 졸업생 누계 3,911명)
- 2023년 3월 1일 : 제13대 이동규 교장 취임
- 2023년 3월 2일 : 제21회 입학식 8학급(217명)

## 참고 자료
- 웅상여자중학교 - 한국교육학술정보원 학교알리미